# راسوها گوشتم را دریدند
«راسوها گوشتم را دریدند» (به انگلیسی: Weasels Ripped My Flesh) آلبومی از هنرمند اهل ایالات متحده آمریکا فرانک زاپا است که در سال ۱۹۷۰ میلادی منتشر شد.